# Калюжна Галина Юхимівна
Гали́на Юхи́мівна Калю́жна — голова Мінського об'єднання українців «Заповіт», заслужений працівник культури України.
Головний редактор газети «Українець в Бєларусі».

## Нагороди
- Відзнака Президента України — ювілейна медаль «25 років незалежності України» (22 серпня 2016) — за вагомий особистий внесок у зміцнення міжнародного авторитету Української держави, популяризацію її історичної спадщини і сучасних надбань та з нагоди 25-ї річниці незалежності України[1]
- Орден княгині Ольги ІІІ ступеня (Україна, 22 серпня 2020) — за вагомий особистий внесок у зміцнення міжнародного авторитету України, розвиток міждержавного співробітництва, плідну громадську діяльність[2].